# Calimocho

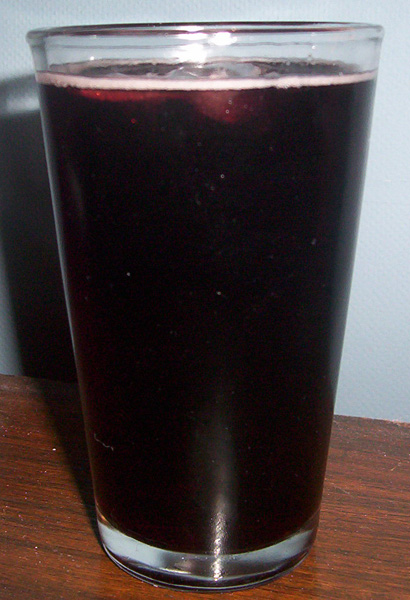
Calimocho/Korea

Calimocho [kaliˈmotʃo] (möglicherweise abgeleitet von der baskischen Schreibweise kalimotxo), im Deutschen manchmal verballhornt zu kahle Muschi oder kalte Muschi, regional auch Korea (im Osten Deutschlands Korea-Schorle), Mussolini oder Bambule (in Kroatien Bambus), ist ein alkoholisches Mischgetränk aus Spanien, das je zur Hälfte aus Rotwein und aus Cola besteht, wobei der Alkoholgehalt vom verwendeten Rotwein abhängig ist und die Anteile Koffein, Phosphorsäure und Zucker von der verwendeten Cola bestimmt werden. In Ostösterreich spricht man von Cola Rot, Bonanza oder auch Fetzi bzw. Cola Weiß, wenn Weißwein verwendet wird. Die Begriffe werden auch in Rheinhessen und der Pfalz so verwendet.

## Zubereitung
Calimocho wird kühl getrunken. Im Sommer erfolgt oftmals eine Kühlung mit Eiswürfeln.

### Varianten
In einigen Regionen gibt man häufig noch einen Schuss Brombeer- oder Kiwilikör, Zitronensaft, Wodka oder Rum hinzu. Des Weiteren kann der Rotwein auch durch Weißwein ersetzt werden (Cola-Weiß), bzw. die Cola durch Zitronen- oder Orangenlimonade. Die Mischung wird dann Pitillingorri, Caliguay, Mischmasch (in Kroatien) oder Naranjocho (in Anlehnung an naranja, „Orange“) genannt.
Am häufigsten ist jedoch die Variante Kali, bei der pro Person ein Liter Wein mit einem Liter eines Wasser-Cola-Gemischs vermengt wird. Verwendung findet der Kali hauptsächlich beim Botellón, einem Treffen, bei dem Jugendliche und junge Erwachsene gemeinsam größere Mengen Alkohol trinken.
In Luxemburg ist Cola-Wein ein Cola-Mischgetränk. Es wird traditionell mit Weißwein zubereitet und in einem 33-cl-„Humpen-Glas“ serviert. Das Mischverhältnis beträgt klassischerweise 1 zu 1. Beliebt ist auch die Zugabe von Zitronenscheiben und Eis.

### Ursprung
Die Herkunft des Begriffs Calimocho ist ungeklärt. Fest steht lediglich, dass man das Getränk in den 1970er Jahren – abhängig von der jeweiligen Region – Rioja libre oder Cuba libre del pobre („Cuba Libre für Arme“) nannte. 1972 tauchte in Getxo (span. Guecho, Provinz Bizkaia, Baskenland) erstmals der Begriff Kalimotxo auf. Spätestens seit Anfang der 1980er Jahre ist der Begriff Calimocho in ganz Spanien bekannt.

### Schreibweisen
Je nach Region variiert die Schreibweise des Mischgetränks. Die Aussprache ist jedoch in allen Fällen identisch.
- Baskisch: Kalimotxo
- Kastilisch/„Spanisch“: Calimocho
- Katalanisch: Calimotxo/Kalimotxo